# Alberto Marino
Alberto Marino (Vicente Marino; * 26. April 1923 in Verona, Italien; † 21. Juni 1989) war ein argentinischer Tangosänger und -komponist.

## Leben
Marino debütierte 1939 mit dem Orchester Emilio Balcarces unter dem Namen Alberto Demari. Als Emilio Orlando die Leitung des Orchesters übernahm, nahm Marino den Künstlernamen Alberto Marino an, den er in seiner weiteren Laufbahn beibehielt. 1943 wechselte er zu der Formation Aníbal Troilos, mit der er bis 1947 zusammenarbeitete und erfolgreich mit Tangos wie Tres amigos, Fuimos und Tal vez será su voz war.
Danach begann Marino eine Laufbahn als Solist. Er gründete ein eigenes Orchester, das zunächst von Emilio Balcarce, darauf von Enrique Alessio und schließlich von Héctor Artola geleitet wurde, und mit dem er u. a. die Tangos El motivo und Farolito de papel und den von Lupicínio Rodrigues als Tango arrangierten Samba Venganza aufnahm. 1949 entstanden Aufnahmen mit einem von Roberto Grela geleiteten Gitarrenensemble beim Label Odeon.
In den 1950er Jahren trat er u. a. mit den Ensembles von Hugo Baralis, Osvaldo Manzi und Alfredo De Franco auf und tourt mit Edelmiro D’Amario, César Zagnoli und anderen durch Lateinamerika und die USA. In den 1960er Jahren nahm er zwölf Nummern mit dem Gitarrenensemble José Canets auf. Ab Ende der 1960er und in den 1970er Jahren trat er mit Unterbrechungen mit den Orchestern von Miguel Caló, Armando Pontier, Carlos García, Osvaldo Requena und Alberto Di Paulo auf. Mit den meisten von ihnen entstanden auch Aufnahmen. Alfredo Gobbi nannte ihn La voz de oro del tango. Unter anderem komponierte Marino die Tangos Calle del ocaso, Tres cariños, El veterano, Busco tu piel und Mashé.